# Zdobycie Prudnika
Zdobycie Prudnika – zdobycie i spalenie miasta Prudnika oraz okolicznych wsi, które miało miejsce podczas rejzy husytów na Śląsk 15 lub 16 marca 1428.
Po zwycięstwie nad krzyżowcami w 1427 roku, husyci zaatakowali Śląsk. Atak był karą za pomoc udzieloną przez książąt śląskich krzyżowcom, którzy w ramach czwartej krucjaty zaatakowali Czechy. Atak przeprowadzono w czasie olbrzymiej ofensywy na tereny (Austria, Brandenburgia, Saksonia, Śląsk) z których atakowano Czechy w ramach krucjat.
Taboryci rozbili obóz przed Bramą Dolną na wschodnim przedmieściu Prudnika, które później otrzymało nazwę Tabory. Husyci ograbili i spalili miasto oraz okoliczne wsie (Dębowiec stracił wszystkich swoich mieszkańców), a następnie ruszyli do Nysy przez Głuchołazy. Schwytanych przez nich mieszczan wykupił książę Bolko V Wołoszek, gdy zawarł rozejm z husytami i znalazł się w politycznym obozie niedawnych przeciwników. Książę Bolko miał także wiosną 1430 obsadzić miasto i zamek prudnicki swoim wojskiem, traktując je jako bazę operacyjną w planowanym ataku na biskupie księstwo nyskie.
Spalenie Prudnika i okolic fabularnie opisuje książka Boży bojownicy Andrzeja Sapkowskiego.